# Battaglia de la Croix-des-Bouquets
La battaglia de la Croix-des-Bouquets fu un episodio della rivoluzione haitiana.

## La battaglia
Cacciata da Port-au-Prince, l'armata dei mulatti e dei Libres de couleur comandata da Beauvais e da Rigaud si ricompose a La Croix-des-Bouquets. L'arrivo in loco di queste truppe provocò una sollevazione degli schiavi della pianura di Cul-de-Sac. Questi schiavi, armati unicamente di coltelli, picche, zappe e mazze ferrate vennero capeggiati da Yacinthe, di appena 21 anni. Gli schiavi insorti si unirono all'armata di Beauvais e di Rigaud.
I bianchi decisero di attaccare questa conformazione il 22 marzo con i fanti ed i dragoni della Guardia nazionale francese provenienti da Port-au-Prince rinforzati da un distaccamento del régiment de Normandie e del régiment d'Artois. Il combattimento si svolse a La Croix-des-Bouquets.
Lo scrittore francese Victor Schœlcher del XIX secolo, nella sua "Vita di Toussaint Louverture" descrisse questo episodio: "Gli schiavi neri condotti da Yacinthe, quasi tutti africani di origine, erano armati unicamente di coltelli, picche, zappe e mazze ferrate; erano stati istigati dai loro maghi, persuasi a risuscitare quell'Africa che gli era stata uccisa, e pertanto si gettarono con foga contro le baionette dei plotoni francesi che li decimarono. [...] Yacinthe, uno dei loro capi, [...] si lanciò alla loro testa, affrontando la battaglia col solo vantaggio del suo talismano personale".
Pur con pesanti perdite inflitte al nemico, alla fine i bianchi dovettero battere in ritirata in disordine a Port-au-Prince, come ricorda Victor Schœlcher basandosi sugli scritti di Madiou e di Lacroix, dove si denota inoltre che i bianchi che morirono furono circa 100 soldati mentre gli insorgenti ebbero perdite di 1200 uomini.